# David Cid Colomer
David Cid Colomer (Barcelona, 1980) es un político, biólogo y activista social español, miembro de la ejecutiva dels Comuns y diputado en el Parlamento de Cataluña desde 2018 por los Comuns. Fue coordinador nacional de Iniciativa per Catalunya Verds entre 2016 y 2019 junto a Marta Ribas.

## Biografía
Licenciado en Biología por la Universidad Pompeu Fabra y master en cooperación al desarrollo por la Universidad de Barcelona.
Ha participado en diversos movimientos sociales como la plataforma Aturem la Guerra, la Unidad contra el Fascismo y el Racismo y los foros sociales mundiales y europeos y es afiliado a Comisiones Obreras, Greenpeace y SOS Racismo.
Ha sido coordinador de ICV Barcelona desde mediados de junio de 2013 y anteriormente de Joves d'Esquerra Verda entre el 2004 y 2008.
Ha participado en la construcción de diferentes procesos de confluencia con Barcelona en Comú, donde va a coordinar la campaña electoral.
El 12 de marzo de 2016 fue escogido junto con Marta Ribas coordinador nacional de Iniciativa per Catalunya Verds.
Ha sido elegido diputado en las Elecciones al Parlamento de Cataluña de 2017 donde iba como número 7 de la circunscripción de Barcelona por la coalición electoral Catalunya en Comú-Podem